# Bruce Abbott
Bruce Paul Abbott (ur. 28 lipca 1954 w Portland) – amerykański aktor, reżyser i producent filmowy, występował w roli doktora Dana Caina w kultowej komedii grozy sci-fi Reanimator (1985) i z filmu Armia Boga II (1998). Występował również w serialu Napisała: Morderstwo. Ukończył Portland State University i American Conservatory Theatre w San Francisco w Kalifornii.
19 grudnia 1982 ożenił się z Lindą Hamilton, z którą ma syna Daltona Bruce’a (ur. 4 października 1989). W 1989 roku rozwiódł się. 12 kwietnia 1994 poślubił Kathleen Quinlan, mają syna Tylera (ur. 1990).

## Filmografia
Do roku 2010 wystąpił łącznie w 35 filmach i serialach telewizyjnych:

### Filmy fabularne
- 1982
  - Gra w zabijanego jako Loren Gersh
  - W imię honoru (3 części mini-serialu TV) jako Jake Hale Jr.
- 1984
  - Ostatni gwiezdny wojownik jako Rylan Sargent
  - Why Me? (film TV) jako Markus
  - Velvet (film TV) jako Breed
- 1985
  - Reanimator (Re-Animator) jako dr Dan Cain
  - Command 5 (film TV) jako Deke Williams
- 1987: Letnia gorączka jako Jack Ruffin
- 1988
  - Nocne koszmary jako dr Alex Karmen
  - Swoboda seksualna? jako Keith
  - Baja Oklahoma (film TV) jako Dove Christian
  - Out of Time (film TV) jako Channing Taylor
- 1989
  - Interzone jako Swan
  - Trapped (film TV) jako „John Doe”
- 1990
  - Narzeczona Re-Animatora jako dr Dan Cain
  - Kalejdoskop (Kaleidoscope, film TV) jako Sam (ojciec)
  - Johnny Ryan (film TV) jako Tom Kelly
- 1991: Dillinger (film TV) jako Harry Pierpont
- 1995
  - Kobieta-Demolka jako prof. Jack Crowley
  - Czarny Skorpion jako Michael Russo
- 1997: Melanie Darrow (film TV) jako Alex Kramer
- 1998: Armia Boga II (The Prophecy II) jako Thomas Daggett
- 2002: Trance jako Taylor Black
- 2007: American Fork jako kpt. Atticus
- 2009: Adult Film: A Hollywood Tale jako prezydent Brad
- 2010: Eagles in the Chicken Coop jako prezydent Brad.

### Seriale TV
- 1985: MacGyver jako rosyjski agent Nikolaj Kossov
- 1988−1989: Piękna i Bestia jako Devin Wells
- 1990: Detektyw w sutannie jako Nick Moran
- 1991: Napisała: Morderstwo jako Wayne Metzger/Stearns
- 1992−1993: Dark Justice (20 odcinków) jako sędzia Nicholas Marshall
- 1994: Diagnoza morderstwo jako Paul Madison
- 1995: Napisała: Morderstwo (2 odcinki) jako Monty Hayes/Drew Granger
- 1999: System (4 odcinki) jako Walter Cizelski
- 2000–2002: Sprawy rodzinne (4 odcinki) jako Colin Andrews
- 2002: Ściśle tajne jako Edward Curtis.